# Ot Vinta
Ot Vinta – ukraiński zespół muzyczny z Równego, grający rockabilly z tekstami w języku ukraińskim; styl ten zdążył sobie przyswoić miano „ukrabilly”.
Zespół istnieje od 1993 roku i początkowo grał na przedstawieniach teatru w lokalnym domu kultury. Po wielu zmianach personalnych obecnie tworzą go założyciel Jurij Żurawel (śpiew i gitara), Ołeksandr Martiuszew (perkusja), Wiktor Pyłypczuk (gitara) i Wołodymyr Zahynej (kozabas – skrzyżowanie banjo, kontrabasu i gitary basowej). W ostatnich latach grupa odnosiła sukcesy na listach przebojów i na licznych koncertach i festiwalach w Polsce, Rosji raz na Litwie. Największym dotychczasowym przebojem grupy był dynamiczny rock’n’roll Не мала баба клопоту, купила порося.
W 1993 roku we lwowskim studiu Ingalvox zespół nagrał pierwszą płytę. W 1996 roku lokalne media uznały Ot vintę za najlepszy zespół roku. Rok później (1997) zespół zagrał wiele koncertów na całej Ukrainie oraz zdobył nagrody na kilku festiwalach, m.in. lwowskim Melodia, mukaczewskim Wieczory nad Latoricą, sewastopolskim Kremi. Także w 1997 objęli patronatem pierwszy festiwal Rok & Równe, który stał się później imprezą cykliczną. Zespół występował kilkakrotnie także za granicami: w Rosji oraz w Polsce. Utwór „Ти казала у неділю будем слухать рокабілі” (pol.: powiedziałaś, że w niedzielę będziemy słuchać rockabilly) stał się hitem zarówno na Ukrainie, jak i w Rosji.

## Koncerty zagraniczne

### Koncerty w Polsce
- Białystok (2006),
- Kraśnik (2004)[2],
- Łemkowska Watra w Zdyni (2004),
- Bielsk Podlaski (2006),
- Gdynia[3],
- Głębock (2006),
- Dubicze Cerkiewne (2006),
- Lublin: „Ukraina w Centrum Lublina” (2015)[4],
- Olsztyn (2006),
- Pasłęk (2006),
- Sokołów (2006),
- Sopot: Top of the Top Sopot Festival (2012)[5],
- Stalowa Wola (2006),
- Warszawa: warszawska Małanka, „Kijów – Warszawa wspólna sprawa” (2004), warszawska Małanka (2006)[6] oraz Muzeum Majdanu[7] (2014),
- Włocławek (2006),
- Wrocław (2006)[8].

W 2016 roku zespół miał być gościem honorowym przemyskiej „Nocy na Iwana Kupałę”, jednak po liście otwartym kibiców Polonii Przemyśl prezydent miasta Przemyśla zaapelował o odwołanie koncertu, uzasadniając, że lider zespołu kultywuje postać Stepana Bandery, skrajny ukraiński nacjonalizm i organizację OUN-UPA. Zespół został więc zaproszony do Warszawy, gdzie miał wystąpić w ramach inicjatywy „Plac Defilad”. Jednak, jak podał Związek Ukraińców w Polsce, 3 lipca o godz. 4:00 na przejściu granicznym z Ukrainą Uściług-Zosin funkcjonariusze Straży Granicznej (na polecenie Ministerstwa Spraw Wewnętrznych) wydali decyzję o zakazie wjazdu zespołu na terytorium Polski. W uzasadnieniu podano, że stanowi on „zagrożenie dla ładu i porządku publicznego”. W geście solidarności z niewpuszczonym zespołem, na placu Defilad zagrał ukraiński zespół Joryj Kłoc oraz polski wokalista Budyń.

### Inne kraje
Występowali również na festiwalach w Rosji, Holandii, Niemczech oraz na Litwie i na Słowacji.

## Dyskografia

### Albumy
- CD Дриґ-тин-дим-ба (Astra) – wydany 12 lutego 2003
- CD Дарма я наївся цибулі (Atlantik records) – wydany 1 maja 2005
- CD Попереду (Moon Records) – wydany 14 grudnia 2006

### Składanki
- dwa utwory na składance 1. Український Рокабільний Фронт – Rostok Rekords, 1998
- dwa utwory na składance Kрок до „Mайдану”
- jeden utwór na składance Saturday Psychobilly Night (rock’n’roll party) Wydawnictwo Klub Punkt
- na składance Рок-Фольк-Феєрія
- dwa utwory na składance Aloha from East Europe (Rosja)
- Wschodnie uderzenie (Polska 2004)[14]
- jeden utwór na składance Маzепа-фест, Полтава 2005 – Atlantik records 2005
- jeden utwór na składance Я люблю Карпати – Atlantik records, sierpień 2006

## Zaangażowanie społeczne
W 2004 roku zespół miał wchodzić do studia by nagrać nową płytę, jednak kraj ogarnęła pomarańczowa rewolucja i członkowie zespołu przyłączyli się do działań o wolne wybory i demokrację w kraju. Również podczas Euromajdanu w 2014 roku zespół włączył się w działania rewolucjonistów i wsparcie prodemokratycznych przemian.
Szczególne miejsce zajął lider zespołu Jurij Żurawel. Jego grafiki weszły do kanonu tej rewolucji: rysunki Niebiańskiej Sotni, oraz projekt logo Biblioteki Majdanu, czy okolicznościowe rysunki – w tym karykatury. Jest on także autorem prac wystawianych na ulicy Hruszewskiego: była to wystawa prac postaci-ikon dla niepodległej Ukrainy. Żurawel jest także autorem naszywki Samoobrony Majdanu, ale też Narodowej Gwardii Ukrainy. Większość jego prac z okresu Euromajdanu zostało później opublikowanych w albumie „Karykadurky”.